# Limnophila borealis
Limnophila borealis là một loài thực vật có hoa trong họ Mã đề. Loài này được Y.Z. Zhao & Ma f. mô tả khoa học đầu tiên năm 1990.